# ベッカ・スティーヴンス
ベッカ・スティーヴンス（Becca Stevens）は、 アメリカ合衆国のジャズ 、ポップ 、フォーク音楽のシンガーソングライターであり、ギタリストである 。

## 概要
これまで彼女はピアニストのブラッド・メルドーやテイラー・エイグスティと共演してきたほか、グラミー賞を受賞したことがあるスナーキー・パピーとも共演してきた。スティーヴンスは、アコーディオンとキーボードのリアム・ロビンソン、ベースのクリス・トルディーニ、ドラムとパーカッションのジョーダン・パールソンを擁する、ベッカ・スティーヴンス・バンドを率いる。スティーヴンスは、グレッチェン・パーラトおよびレベッカ・マーティンと共に、3人組のグループ「ティレリー」のひとりでもある 。

## 幼少期と進学
宗教合唱曲の作曲家であるウィリアム・スティーヴンスと歌手であるキャロリン・ドーフの3人兄弟の末っ子としてノースカロライナ州ウィンストン・セーラムに生まれる。スティーヴンスは幼少の頃、家族の子供向け音楽グループ、チューン・マンマルズで演奏し、ツアーを行った。10歳のとき、母親と一緒にミュージカル『秘密の花園』の全国ツアーに1年間出演した。両親の別居後、彼女はニュージャージー州のペディ・スクールの9年生と10年生に通った。高校はノース・カロライナ・スクール・オブ・ジ・アーツでクラシック・ギターを学んだ。高校卒業後、ニューヨークのニュー・スクール大学に進学するまでの1年間をゴマチで過ごし、ヴォーカル・ジャズと作曲で芸術学士の学位を取得した。

## キャリア
スティーブンスはリーダーとして『ティー・バイ・シー』（2008年）、『無重力（Weightless）』（2011年）、『パーフェクト・アニマル』（2015年）、『レジーナ』（2017年）、『ワンダーブルーム』（2020年）、『メイプル・トゥ・ペイパー』（2023年）の6枚のアルバムをリリースしている。これまでにジェイコブ・コリアー、ローラ・ムヴラ、ビリー・チャイルズ、デヴィッド・クロスビー、テイラー・エイグスティ、ティモ・アンドレス、ブラッド・メルドー、トラヴィス・サリヴァンズ・ビョークストラ、マイケル・マクドナルド、スナーキー・パピーなどと共演。グレッチェン・パーラトやレベッカ・マーティンと共にティラリーというバンドのメンバーだった。
デヴィッド・クロスビーのマイケル・リーグがプロデュースしたアルバム『ライトハウス』の1曲で、クロスビー、リーグ、スティーヴンス、ミシェル・ウィリス（ピアノはビル・ローレンス）がスティーヴンスとクロスビーが書いた曲「By the Light of Common Day」を演奏した。このカルテットはザ・ライトハウス・バンドとなり、クロスビーのアルバム『ヒア・イフ・ユー・リッスン』で演奏した。
ジャズ・ヴォーカリストのカート・エリングは、彼女をお気に入りのジャズ・ヴォーカリスト5人のうちの1人に挙げている。そして音楽評論家テッド・ジョイアは、彼女のアルバム『無重力（Weightless）』（2011年）と『パーフェクト・アニマル』（2015年）を該当年のベストアルバム100枚に挙げている。
スティーヴンスのアルバム『レジーナ』（2017年）はマイケル・リーグとトロイ・ミラーによってプロデュースされ、ダウン・ビート誌からは「最も壮大なアルバム」と5つ星の批評を受け、BBCラジオ2は「リリカルなこのアルバムは驚異的だ」と絶賛した。
2021年には『ワンダーブルーム』に収録された「Slow Burn」で、2022年には共同編曲者であり夫でもあるヴィオリスト、ナザン・スクラムとの『ベッカ・スティーヴンス|アタッカ・カルテット』に収録された「2 + 2 = 5」でグラミー賞の最優秀編曲賞（インストゥルメンタル・ヴォーカル部門）に2度ノミネートされている。

## 私生活
スティーヴンスはアタッカ・カルテットのヴィオラ奏者であるネイサン・シュラムと2017年に結婚。スティーヴンスとシュラムはニューヨークのブルックリンに住んでいる。二人の間には2人の娘がいる。

## ディスコグラフィ

### リーダー作品
- ベッカ・スティーヴンス・バンド, ティー・バイ・シー - Tea Bye Sea (自主製作) 2008年 のち日本版(CORE PORT) 2015年再発（ボーナストラック3曲）
- ベッカ・スティーヴンス・バンド, 無重力 - Weightless (Sunnyside) 2011年
- ベッカ・スティーヴンス・バンド, パーフェクト・アニマル - Perfect Animal (CORE PORT/Universal) 2014年（日本版先行発売）
- レジーナ - Regina (GroundUP) 2017年
- ワンダーブルーム - WONDERBLOOM (GroundUP) 2020年
- ベッカ・スティーヴンス&イーラン・メーラー, パレット・オン・ユア・フロア (GroundUP) 2020年
- ベッカ・スティーヴンス&シークレット・トリオ (GroundUP) 2021年
- ベッカ・スティーヴンス&アタッカ・カルテット (GroundUP) 2022年
- メイプル・トゥ・ペイパー - Maple to Paper (GroundUP) 2024年

### ティレリーの作品
（ベッカ・スティーヴンス、レベッカ・マーティン、グレッチェン・パーラト）
- ティレリー - Tillery (CORE PORT) 2016年

### 客演作品
- ジェレミー・ペルト（英語版）＆ワイアードの作品に参加, Shock Value: Live at Smoke (Maxjazz) 2007年
- フランク・ロクラストの作品に参加, When You're There (Maxjazz) 2007年
- トラヴィス・サリヴァンズ・ビョーケストラ（英語版）の作品に参加, エンジョイ！ - Enjoy ! (Koch/akashic ensemble) 2008年
- ダップ・セオリーの作品に参加, Layers of Chance (ObliqSound) 2008年
- サム・サディガースキーの作品に参加, Words Project II (New Amsterdam) 2008年
- テイラー・アイグスティ（英語版）の作品に参加, 真夜中の昼光 - Daylight at Midnight (Concord Jazz) 2010年
- エスペランサ・スポルディングの作品に参加, ラジオ・ミュージック・ソサエティ - Radio Music Society (Heads Up) 2012年
- トラヴィス・サリバンズ・ビョーケストラの作品に参加, I Go Humble (Zoho) 2013年
- デイナ・ステファンズ（英語版）の作品に参加, I'll Take My Chances (Criss Cross) 2013年
- アンブローズ・アキンムシーレ（英語版）の作品に参加, The Imagined Savior is Far Easier to Paint (Blue Note) 2014年
- ホセ・ジェイムズの作品に参加, ホワイル・ユー・ワー・スリーピング - While You Were Sleeping (Blue Note) 2014年
- ビリー・チャイルズの作品に参加, マップ・トゥ・ザ・トレジャー：ローラ・ニーロ・トリビュート - Map to the Treasure: Reimagining Laura Nyro (Sony Masterworks) 2014年
- ニュー・ウエスト・ギター・グループの作品に客演, センド・ワン・ユア・ラヴ - Send One Your Love (CORE PORT/Summit) 2015年
- ピーター・エルドリッジの作品に参加, <Wish You with Me> Disappearing Day (Sunnyside) 2016年
- サッチャル・アンサンブルに客演, ソング・オブ・ラホール - Song of Lahore (Universal) 2016年（ドキュメンタリー映画のコンパニオン・アルバム）
- スナーキー・パピーの作品に参加, ファミリー・ディナー vol. 2 - Family Dinner – Volume 2 (GroundUP) 2016年
- デヴィッド・クロスビーの作品に参加, Lighthouse (Groove Masters) 2016年
- デヴィッド・クロスビーの作品に参加, Sky Trails (BMG) 2017年

- デヴィッド・クロスビー、マイケル・リーグ、ミシェル・ウィリスとの共同制作，Here If You Listen (BMG) 2018年
- デヴィッド・クロスビーの作品に参加，For Free (BMG) 2021年